# Port lotniczy Panguilemo
Port lotniczy Panguilemo (hiszp. Aeropuerto Panguilemo) – port lotniczy zlokalizowany w chilijskim mieście Talca.